# كلينت ميلر (دراج)
كلينت ميلر (بالإنجليزية: Clint Miller)‏ هو دراج أمريكي، ولد في 29 أبريل 1962 في بومونا في الولايات المتحدة.